# Soraya Hakuziyaremye
Soraya Hakuziyaremye és una empresària i política de Ruanda, especialista en gestió financera que és Ministre de Comerç i Indústria del govern de Ruanda des del 18 d'octubre de 2018.
Soraya va obtenir el diploma de batxillerat de l'Ecole Belge de Kigali on les seves millors notes eren matemàtiques i física. Es va traslladar a Brussel·les, on va estudiar a la Vlerick Business School. Més tard, es va graduar amb un màster de Ciència en Finances i Màrqueting, de la Solvay Business School de la Universitat Lliure de Brussel·les. També té un Certificat d'Estudis Avançats en Gestió Internacional, atorgat per la Thunderbird School of Global Management, a la Universitat Estatal d'Arizona, a Phoenix, Arizona.
Durant un període de gairebé quatre anys, a partir de desembre de 2002, la Sra. Hakuziyaremye va treballar al Bank of New York. Després, es va traslladar a Brussel·les i es va unir a BNP Paribas Fortis, on va passar els propers sis anys. El juny de 2012 va tornar a Ruanda i va passar dos anys i mig com a assessora sènior del ministre d'Afers Exteriors i de Cooperació, amb seu a Kigali. Després d'una breu estada en consultoria privada a Brussel·les, va ser contractat pel conglomerat neerlandès Grup ING, on va obtenir el càrrec de vicepresidenta d'institucions financeres i mercats financers de gestió de riscos, amb seu a Londres. En una remodelació del gabinet el 18 d'octubre de 2018, va ser nomenada ministre de Comerç i Indústria.